# Perrine Pelen
Perrine Marie Pelen (Boulogne-Billancourt, 3 de julio de 1960) es una deportista francesa que compitió en esquí alpino; campeona mundial en 1985.

## Trayectoria
Participó en dos Juegos Olímpicos de Invierno, obteniendo tres medallas, una de bronce en Lake Placid 1980, en el eslalon gigante, y dos en Sarajevo 1984, plata en le eslalon y bronce en el eslalon gigante.
Ganó tres medallas en el Campeonato Mundial de Esquí Alpino entre los años 1980 y 1985. En la Copa del Mundo consiguió quince victorias y 43 podios en total.
Después de retirarse de la competición, trabajó como directora de marketing de la agencia de turismo de Saboya Monte Blanco. Además, fue directora del Comité Organizador del Campeonato Mundial de Esquí Alpino de 2023.
Fue nombrada caballero de la Legión de Honor en 1987 y ascendida a oficial de la Legión de Honor en 1996. Recibió el Premio Monique Berlioux en 1980.

## Palmarés internacional
| Juegos Olímpicos   | Juegos Olímpicos             | Juegos Olímpicos  | Juegos Olímpicos |
| Año                | Lugar                        | Medalla           | Prueba           |
| ------------------ | ---------------------------- | ----------------- | ---------------- |
| 1980               | Lake Placid (Estados Unidos) | Medalla de bronce | Eslalon gigante  |
| 1984               | Sarajevo (Yugoslavia)        | Medalla de plata  | Eslalon          |
| 1984               | Sarajevo (Yugoslavia)        | Medalla de bronce | Eslalon gigante  |
| Campeonato Mundial |                              |                   |                  |
| Año                | Lugar                        | Medalla           | Prueba           |
| 1980               | Lake Placid (Estados Unidos) | Medalla de bronce | Eslalon gigante  |
| 1982               | Schladming (Austria)         | Medalla de plata  | Combinada        |
| 1985               | Bormio (Italia)              | Medalla de oro    | Eslalon          |